# Le isole perdute
Le isole perdute (The Lost Islands) è una serie televisiva australiana del 1976, prodotta dalla 0-10 Network (oggi Network Ten), South Pacific Films e Paramount Pictures TV e trasmessa in Italia per la prima volta nel marzo del 1978 dalla Rete 1 tutte le sere alle 19:20.

## Trama
Un gruppo di quaranta ragazzi di varie nazionalità, a bordo di una barca a vela, la United World, si imbatte in un uragano che distrugge la loro imbarcazione. Cinque di essi (l'australiano Tony, lo statunitense Mark, l'inglese David, la tedesca Anna e la cinese Su Ying) naufragano su due isole misteriose (Tambu e Malo) abitate dai discendenti di un gruppo di deportati che vi erano approdati alla fine del XVIII secolo per il naufragio della nave che li trasportava alle colonie penali dell'Australia. 
Gli isolani sono persone semplici che sembrano vivere in un'altra epoca, lontano dal progresso e dagli usi del resto del mondo, e sono soggiogati da un tiranno incappucciato, ritenuto immortale, chiamato «Q», che odia i giovani e la loro modernità. Dopo le prime diffidenze, i cinque inizieranno a entrare in contatto con alcuni abitanti dell'isola, che li aiuteranno a sfuggire alle temibili guardie agli ordini del terribile «Q».

## Episodi
| Stagione       | Episodi | Prima TV originale | Prima TV Italia |
| -------------- | ------- | ------------------ | --------------- |
| Prima stagione | 26      | 1976               | 1978            |

## Interpreti
- Anna - Jane Vallis doppiata da Liliana Sorrentino
- David - Robert Edgington doppiato da Mauro Gravina
- Mark - Chris Benaud doppiato da Massimo Corizza
- Su Ying - Amanda Ma doppiata da Simonetta Galli
- Tony - Tony Hughes doppiato da Massimo Rossi
- Aaron James Quinn - Rodney Bell doppiato da Riccardo Rossi
- Adam Quinn - Don Pascoe
- Elizabeth Quinn - Cornelia Frances
- Emmett Quire - Tom Farley
- Helen Margaret Quinn - Margaret Nelson doppiato da Mariù Safier
- Jason Quinn - Michael Howard doppiato da Paolo Turco
- Jeremiah Quizzel - Willie Fennell doppiato da Alvise Battain
- Maestro Mr. Quilter - Wallas Eaton
- Mary Quire - Sally Cahill
- Primo Ministro Rufus Quad - Ric Hutton doppiato da Giuseppe Fortis
- Q - Ron Haddrick doppiato da Michele Kalamera
- Quadricorn - Gerry Duggan
- Quell - Ron Blanchard
- Quig - Frank Gallacher
- Thomas Quick - Harold Hopkins
- Vedova Martha Quack - Aileen Britton
- Hermit Quire - Edward Ogden doppiato da Fabrizio Mazzotta